# Jörg Andreas
Jörg Andreas Polzer (* 1966) ist ein deutscher Filmemacher.
Jörg Andreas Polzer studierte Germanistik und Theaterwissenschaft in Berlin und an der Filmklasse der Hochschule für Bildende Künste in Braunschweig. 1996 gründete er zusammen mit Jürgen Brüning in Berlin die Firma Cazzo Film, die sich seitdem zum bekanntesten Produktionshaus schwuler Pornofilme in Deutschland entwickelt hat. Unter dem Namen Jörg Andreas führte er bei den meisten Produktionen selbst Regie.

## Filmografie (Auswahl)
- 1996: Berlin Techno Dreams
- 2005: Fucking Different (Episode 5: Der andere Planet)